# Jan Jílek (poslanec Českého zemského sněmu)
Jan Jílek (9. listopadu 1828 Hostomice – ???) byl rakouský politik české národnosti z Čech, v 60. a 70. letech 19. století poslanec Českého zemského sněmu.

## Biografie
Byl měšťanem v Hostomicích, kde vlastnil dům čp. 6. Byl synem měšťana a zahradníka Václava Jílka. V červenci 1861 se jeho manželkou stala Josefa Khanská. Od roku 1861 do roku 1867 zastával funkci starosty Hostomic. V letech 1865–1873 byl též okresní starosta v Hořovicích. Byl prvním obecním a okresním starostou. Později se odstěhoval a informace o jeho dalším životě nejsou k dispozici.
Po obnovení ústavního systému vlády počátkem 60. let se zapojil i do vysoké politiky. Po rezignaci poslance Aloise Krásy byl v doplňovacích zemských volbách v Čechách v prosinci 1865 zvolen na Český zemský sněm, kde zastupoval kurii venkovských obcí, obvod Hořovice, Zbiroh. Mandát obhájil ve volbách v lednu 1867 a volbách v březnu 1867.
V srpnu 1868 patřil mezi 81 signatářů státoprávní deklarace českých poslanců, v níž česká politická reprezentace odmítla centralistické směřování státu a hájila české státní právo. V rámci tehdejší české pasivní rezistence mandát přestal vykonávat a byl zbaven poslaneckého křesla pro absenci v září 1868. Zvolen byl manifestačně znovu v září 1869. Uspěl rovněž v řádných zemských volbách roku 1870 a zemských volbách roku 1872. Pokračující česká pasivní rezistence vedla k dalšímu zbavení mandátu a následné manifestační opětovné volbě v doplňovacích volbách roku 1873. V doplňovacích volbách roku 1874 se ovšem již mezi poslanci neuvádí a jeho volební obvod od té doby zastupoval Ludvík Vorel.